# Dronningen af Saba (film fra 1921)
Dronningen af Saba er en amerikansk stumfilm fra 1921 af J. Gordon Edwards.

## Medvirkende
- Betty Blythe
- Fritz Leiber som Solomon
- Claire de Lorez som Amrath
- George Siegmann som Armud
- Herbert Heyes som Tamaran
- Herschel Mayall som Menton
- G. Raymond Nye som Adonijah